# Vuelta a España 1986
La 41.ª edición de la Vuelta a España se disputó del 22 de abril al 13 de mayo de 1986 con un recorrido de 3666 km dividido en un prólogo y 21 etapas con inicio en Palma de Mallorca y final en Jerez de la Frontera.
Participaron 170 corredores repartidos en 17 equipos de los que solo lograron finalizar la prueba 107 ciclistas.
El vencedor, el español Álvaro Pino cubrió la prueba a una velocidad media de 37,311 km/h.
Pedro Delgado, ganador de la edición anterior, defendía su título en las filas del equipo PDM, y entre sus más directos rivales estaban el francés Laurent Fignon, dos veces ganador del Tour de Francia; Robert Millar, segundo el año pasado; y el irlandés del equipo Kas, Sean Kelly.
El francés Thierry Marie, especialista en contrarrelojes cortas, es quien se viste el primer maillot amarillo, si bien al día siguiente, el corredor del equipo Reynolds, Marc Gomez, tras una larga escapada de 150 kilómetros, se pondrá al frente de la clasificación.
La primera etapa decisiva fue la sexta, con final en los míticos Lagos de Covadonga. Perico Delgado atacó y consiguió una cierta distancia respecto al grupo perseguidor, encabezado por Robert Millar. Finalmente, Delgado es neutralizado y Millar se adjudica el triunfo de etapa y se viste de amarillo. Dos días después, el ciclista escocés ratifica su buen estado de forma, al perder solo nueve segundos respecto al vencedor de la etapa, Marino Lejarreta, en la cronoescalada al Alto del Naranco. La clasificación general, sin embargo, se mantiene muy disputada, con cinco corredores en menos de un minuto de diferencia. De los favoritos, solo Fignon parece descartado al triunfo final.
En la 11.ª etapa, una contrarreloj sobre terreno llano disputada en Valladolid, el gallego Álvaro Pino le arrebató el liderato a Robert Millar. Pedro Delgado fue el más perjudicado en la etapa, situándose a casi dos minutos en la general. Sean Kelly, a pesar de la buena etapa realizada, se encontraba ya a tres minutos y medio de Pino.
La siguiente etapa importante fue la 17.ª, con final en Sierra Nevada, con una larga ascensión final de más de 30 kilómetros. Durante la etapa se produjo una escapada de varios corredores, que llegarían a meta con la suficiente ventaja sobre los favoritos como para disputarse la etapa. Entretanto, por detrás se jugaba la Vuelta. Millar atacó durante la ascensión, y durante algunos kilómetros, fue líder virtual de la carrera. Sin embargo, Álvaro Pino aceleró el ritmo en los últimos kilómetros, y consiguió neutralizar al corredor del Panasonic, llegando juntos a línea de meta. El resto de favoritos perdió aún más tiempo respecto al líder, destacando los diez minutos que perdió Perico Delgado.
La última etapa de montaña estuvo protagonizada por el plante de los corredores haciendo la etapa a una media de 29 km/h. por, según la opinión de ellos, una carretera en mal estado y ser una etapa demasiado dura para un día antes de acabar la vuelta (teniéndose que ascender en esa etapa, como último puerto de la vuelta, uno de categoría especial).
Todavía quedaba una última etapa importante, una contrarreloj de 22 kilómetros, punto final de la Vuelta de 1986, en la cual Álvaro Pino ratificó su triunfo final, ganando la última etapa. Robert Millar, por segundo año consecutivo, terminaba en segunda posición, y Sean Kelly, ganador de la clasificación por puntos, fue tercero. Además, José Luis Laguía consiguió su quinto título del Gran Premio de la montaña.

## Etapas
| Etapa   | Fecha       | Recorrido                                 | km         | Ganador                | Líder               |
| Prólogo | 22 de abril | Palma de Mallorca-Palma de Mallorca       | 5,7 (CRI)  | Thierry Marie          | Thierry Marie       |
| 1.ª     | 23 de abril | Palma de Mallorca-Palma de Mallorca       | 190        | Marc Gomez             | Marc Gomez          |
| 2.ª     | 24 de abril | Barcelona-Barcelona                       | 182        | Manuel Jorge Domínguez | Marc Gomez          |
| 3.ª     | 25 de abril | Lérida-Zaragoza                           | 212        | Eddy Planckaert        | Marc Gomez          |
| 4.ª     | 26 de abril | Zaragoza-Logroño                          | 192        | Alfonso Gutiérrez      | Marc Gomez          |
| 5.ª     | 27 de abril | Haro-Santander                            | 202        | Jesús Blanco Villar    | Jesús Blanco Villar |
| 6.ª     | 28 de abril | Santander-Lagos de Covadonga              | 191        | Robert Millar          | Robert Millar       |
| 7.ª     | 29 de abril | Cangas de Onís-Oviedo                     | 180        | Eddy Planckaert        | Robert Millar       |
| 8.ª     | 30 de abril | Oviedo-Alto del Naranco                   | 9,7 (CRI)  | Marino Lejarreta       | Robert Millar       |
| 9.ª     | 1 de mayo   | Oviedo-San Isidro                         | 180        | Charly Mottet          | Robert Millar       |
| 10.ª    | 2 de mayo   | San Isidro-Palencia                       | 193        | Sean Kelly             | Robert Millar       |
| 11.ª    | 3 de mayo   | Valladolid-Valladolid                     | 29,1 (CRI) | Charly Mottet          | Álvaro Pino         |
| 12.ª    | 4 de mayo   | Valladolid-Segovia                        | 258        | Reimund Dietzen        | Álvaro Pino         |
| 13.ª    | 5 de mayo   | Segovia-Villalba                          | 148        | Sean Kelly             | Álvaro Pino         |
| 14.ª    | 6 de mayo   | Casino Gran Madrid (Torrelodones)-Leganés | 165        | José Recio             | Álvaro Pino         |
| 15.ª    | 7 de mayo   | Aranjuez-Albacete                         | 207        | Jon “Tati” Egiarte     | Álvaro Pino         |
| 16.ª    | 8 de mayo   | Albacete-Jaén                             | 264        | Alain Bondue           | Álvaro Pino         |
| 17.ª    | 9 de mayo   | Jaén-Sierra Nevada                        | 172        | Felipe Yáñez           | Álvaro Pino         |
| 18.ª    | 10 de mayo  | Granada-Benalmádena                       | 191        | Víctor Demidenko       | Álvaro Pino         |
| 19.ª    | 11 de mayo  | Benalmádena-Puerto Real                   | 234        | Jesús Blanco Villar    | Álvaro Pino         |
| 20.ª    | 12 de mayo  | Puerto Real-Jerez de la Frontera          | 239        | Marc Gomez             | Álvaro Pino         |
| 21.ª    | 13 de mayo  | Jerez de la Frontera-Jerez de la Frontera | 22 (CRI)   | Álvaro Pino            | Álvaro Pino         |

## Equipos participantes
| Equipo           | Jefe de filas    |
| PDM              | Pedro Delgado    |
| Café de Colombia | Fabio Parra      |
| Colchón-CR       | Ricardo Zúñiga   |
| Dormilón         | Lucien Van Impe  |
| Fangio-Lois      | Patrick Versluys |
| Kas              | Sean Kelly       |
| Kelme            | Vicente Belda    |
| Panasonic        | Robert Millar    |
| Pegaso-Systeme U | Laurent Fignon   |

| Equipo            | Jefe de filas        |
| Reynolds          | Miguel Induráin      |
| Ryalcao Postobón  | Omar Hernández       |
| Seat Orbea        | Pello Ruiz Cabestany |
| Selección Polonia | Krzysztof Chrabąszcz |
| Selección URSS    | Ivan Ivanov          |
| Teka              | Reimund Dietzen      |
| Zahor             | Jesús Suárez Cuevas  |
| ZOR-BH            | Álvaro Pino          |

## Clasificaciones
En esta edición de la Vuelta a España se diputaron ocho clasificaciones que dieron los siguientes resultados:
| \| 1. \| Álvaro Pino \| España \| ZOR \| 98h 16' 04" \| \| \| 2. \| Robert Millar \| Reino Unido \| PAN \| + 1' 06" \| \| \| 3. \| Sean Kelly \| Irlanda \| KAS \| + 5' 19" \| \| \| 4. \| Reimund Dietzen \| Alemania Occidental \| TEK \| + 5' 58" \| \| \| 5. \| Marino Lejarreta \| España \| SEA \| + 7' 12" \| \| \| 6. \| Pello Ruiz Cabestany \| España \| SEA \| + 7' 26" \| \| \| 7. \| Laurent Fignon \| Francia \| SYS \| + 7' 29" \| \| \| 8. \| Fabio Parra \| Colombia \| CAF \| + 7' 44" \| \| \| 9. \| Anselmo Fuerte \| España \| ZOR \| + 10' 50" \| \| \| 10. \| Pedro Delgado \| España \| PDM \| + 11' 50" \| \| |                      |                     |     |             |  |
| 1. | Álvaro Pino          | España              | ZOR | 98h 16' 04" |  |
| 2. | Robert Millar        | Reino Unido         | PAN | + 1' 06"    |  |
| 3. | Sean Kelly           | Irlanda             | KAS | + 5' 19"    |  |
| 4. | Reimund Dietzen      | Alemania Occidental | TEK | + 5' 58"    |  |
| 5. | Marino Lejarreta     | España              | SEA | + 7' 12"    |  |
| 6. | Pello Ruiz Cabestany | España              | SEA | + 7' 26"    |  |
| 7. | Laurent Fignon       | Francia             | SYS | + 7' 29"    |  |
| 8. | Fabio Parra          | Colombia            | CAF | + 7' 44"    |  |
| 9. | Anselmo Fuerte       | España              | ZOR | + 10' 50"   |  |
| 10. | Pedro Delgado        | España              | PDM | + 11' 50"   |  |

| \| 1. \| Sean Kelly \| Irlanda \| KAS \| 253 puntos \| \| 2. \| Pello Ruiz Cabestany \| España \| SEA \| 197 puntos \| \| 3. \| Álvaro Pino \| España \| ZOR \| 129 puntos \| |                      |         |     |            |
| 1. | Sean Kelly           | Irlanda | KAS | 253 puntos |
| 2. | Pello Ruiz Cabestany | España  | SEA | 197 puntos |
| 3. | Álvaro Pino          | España  | ZOR | 129 puntos |

| \| 1. \| José Luis Laguía \| España \| REY \| 146 puntos \| \| 2. \| Álvaro Pino \| España \| ZOR \| 104 puntos \| \| 3. \| Eduardo Chozas \| España \| TEK \| 90 puntos \| |                  |        |     |            |
| 1. | José Luis Laguía | España | REY | 146 puntos |
| 2. | Álvaro Pino      | España | ZOR | 104 puntos |
| 3. | Eduardo Chozas   | España | TEK | 90 puntos  |

| \| 1. \| Benny Van Brabant \| Bélgica \| DOR \| 31 puntos \| |                   |         |     |           |
| 1.                                                           | Benny Van Brabant | Bélgica | DOR | 31 puntos |

| \| 1. \| Pascal Jules \| Francia \| SEA \| \| |              |         |     |  |
| 1.                                            | Pascal Jules | Francia | SEA |  |

| \| 1. \| Omar Hernández \| Colombia \| RYA \| 98h 37' 51s \| |                |          |     |             |
| 1.                                                           | Omar Hernández | Colombia | RYA | 98h 37' 51s |

| \| 1. \| Sean Kelly \| Irlanda \| KAS \| \| |            |         |     |  |
| 1.                                          | Sean Kelly | Irlanda | KAS |  |

| \| 1. \| ZOR-BH \| España \| ZOR \| 295h 09' 40" \| |        |        |     |              |
| 1.                                                  | ZOR-BH | España | ZOR | 295h 09' 40" |

## Banda sonora
TVE cubre esta prueba escogiendo como banda sonora la canción "Conga", del grupo Miami Sound Machine.